# Laura Galván
Laura Esther Galván Rodríguez (* 5. Oktober 1991 in Guanajuato) ist eine mexikanische Leichtathletin, die im Mittel- und Langstreckenlauf an den Start geht. 2019 siegte sie über 5000 Meter bei den Panamerikanischen Spielen in Lima und über diese Distanz ist sie aktuell auch Inhaberin des Landesrekordes, wie auch über 3000 und 10.000 Meter.

## Sportliche Laufbahn
Erste internationale Erfahrungen sammelte Laura Galván im Jahr 2009, als sie bei den Panamerikanischen Juniorenmeisterschaften in Port-of-Spain in 10:02,32 min die Goldmedaille im 3000-Meter-Lauf gewann und über 1500 m in 4:30,72 min Silber gewann. Im Jahr darauf erreichte sie bei den Juniorenweltmeisterschaften im kanadischen Moncton mit 9:47,09 min Rang 21 über 3000 m und kam im 1500-Meter-Lauf mit 4:31,30 min nicht über die Vorrunde hinaus. 2011 begann sie ein Studium an der Kansas State University, welches sie 2015 abschloss. Nach drei Jahren Wettkampfpause nahm sie 2019 an den Panamerikanischen Spielen in Lima teil und siegte dort in 15:35,47 min im 5000-Meter-Lauf und belegte in 4:10,53 min den vierten Platz über 1500 m. 2021 stellte sie über beide Distanzen neue Landesrekorde auf und nahm im Sommer an den Olympischen Sommerspielen in Tokio teil und schied dort über 1500 m mit 4:08,15 min im Vorlauf aus und verpasste auch über 5000 m mit neuem Landesrekord von 15:00,16 min den Finaleinzug.
2022 startete sie über 3000 Meter bei den Hallenweltmeisterschaften in Belgrad und klassierte sich dort mit 8:46,65 min auf dem neunten Platz. Ende April siegte sie in 4:09,82 min bei den Drake Relays und schied dann im Juli bei den Weltmeisterschaften in Eugene mit 4:07,25 min im Vorlauf über 1500 Meter aus und verpasste auch über 5000 Meter mit 15:15,92 min den Finaleinzug. Im Jahr darauf gelangte sie bei den Crosslauf-Weltmeisterschaften 2023 in Bathurst mit 36:01 min auf Rang 26. Im Juli siegte sie in 33:12,28 min über 10.000 Meter bei den Zentralamerika- und Karibikspielen in San Salvador und gewann über 5000 Meter in 15:12,61 min die Silbermedaille hinter der Venezolanerin Joselyn Brea. Anschließend belegte sie bei den Weltmeisterschaften in Budapest mit 14:59,32 min im Finale den zehnten Platz über 5000 Meter. Kurz darauf wurde sie bei der Xiamen Diamond League in 8:28,05 min Zweite über 3000 Meter. Ende Oktober gewann sie bei den Panamerikanischen Spielen in Santiago de Chile in 33:15,85 min die Silbermedaille über 10.000 Meter hinter der Peruanerin Luz Mery Rojas. Bei den Olympischen Sommerspielen in Paris verpasste sie mit 15:05,20 min den Finaleinzug über 5000 Meter.
In den Jahren 2019, 2021 und 2024 wurde Galván mexikanische Meisterin im 1500-Meter-Lauf sowie 2019 auch über 1500 m und 2022 im 5000-Meter-Lauf.

## Persönliche Bestleistungen
- 1500 Meter: 4:03,06 min, 12. August 2023 in Manchester
- Meile: 4:42,66 min, 22. Oktober 2021 in Tijuana
  - Meile (Halle): 4:31,89 min, 24. Januar 2020 in Boston
- 3000 Meter: 8:28,05 min, 2. September 2023 in Xiamen (mexikanischer Rekord)
  - 3000 Meter (Halle): 8:40,45 min, 11. Februar 2023 in New York City (mexikanischer Rekord)
- 2 Meilen: 9:15,74 min, 27. Mai 2022 in Eugene
- 5000 Meter: 14:43,94 min, 23. August 2023 in Budapest (mexikanischer Rekord)
  - 5000 Meter (Halle): 16:54,75 min, 24. Februar 2012 in College Station
- 10.000 Meter: 31:04,08 min, 4. März 2023 in San Juan Capistrano (mexikanischer Rekord)